# دبورا واراندی
دبورا واراندی (استونیایی: Debora Vaarandi; ۱ اکتبر ۱۹۱۶ – ۲۸ آوریل ۲۰۰۷) نویسنده زن اهل استونی بود. وی به‌عنوان یک شخصیت برجسته ادبی در استونی پس از جنگ جهانی دوم شناخته می‌شود.
وی همچنین برندهٔ جوایزی همچون نشان انقلاب اکتبر شده‌است.